# Macropus greyi
Macropus greyi е изчезнал вид бозайник от семейство Кенгурови (Macropodidae).